# Joost
Joost je nejnovější projekt Niklase Zennströma a Januse Friise, kteří vyvinuli Skype a kazaa.
Tato dvojice v roce 2006 zahájila vývoj interaktivního software pro internetovou distribuci televizních programů, využívající technologii peer-to-peer tv. Dvojice Zennstrom a Friis sestavila pod názvem The Venice Project (zkráceně Venice) tým zkušených programátorů z půl tuctu měst, včetně New Yorku, Londýna, Leidenu a Toulouse. V současné době jich na projektu pracuje 150.
V současné době autoři projektu také jednají s vysílacími společnostmi, zatím nejsou známy výsledky. Problémem je živé vysílání, které by autoři chtěli šířit po internetu.

## Technologie
Program je založen na využití technologie P2PTV, jeho cílem je dosáhnout kvality televizního rozlišení.

## Financování

### Vývoj a marketing
V roce 2005 koupila společnost eBay Skype za 2,6 miliard USD, z toho půlku v hotovosti, víc než dostatečná částka na krytí vývoje a marketingu projektu Venice / Joost. Další finance jsou pravděpodobně na cestě, pokud Skype dosáhne předpokládaného vývoje na trhu, eBay zaplatí dalších 1,5 miliard USD během tří let.

### Distribuce TV programů
Na rozdíl od technologie streamingu (servery –> klient) P2P TV (servery –> síť klientů –> klient) přesouvá náklady od TV společností k internetovým providerům.

## Dostupnost
V současné době je software v testovací fázi (beta). Na webových stránkách projektu je možné se přihlásit do výběru těch, kdo projekt posuzují.

## Historie

### Časový přehled
- 2006, říjen : oznámení projektu pod kódem Venice
- 2006, prosinec : beta testování pro pozvané
- 2007, leden : oznámeno jméno softwaru Joost[1]
- 2007, květen : spuštěn ostrý provoz